# Braemia vittata
Braemia vittata är en orkidéart som först beskrevs av John Lindley, och fick sitt nu gällande namn av Rudolph Jenny. Braemia vittata ingår i släktet Braemia och familjen orkidéer. Inga underarter finns listade i Catalogue of Life.

## Bildgalleri

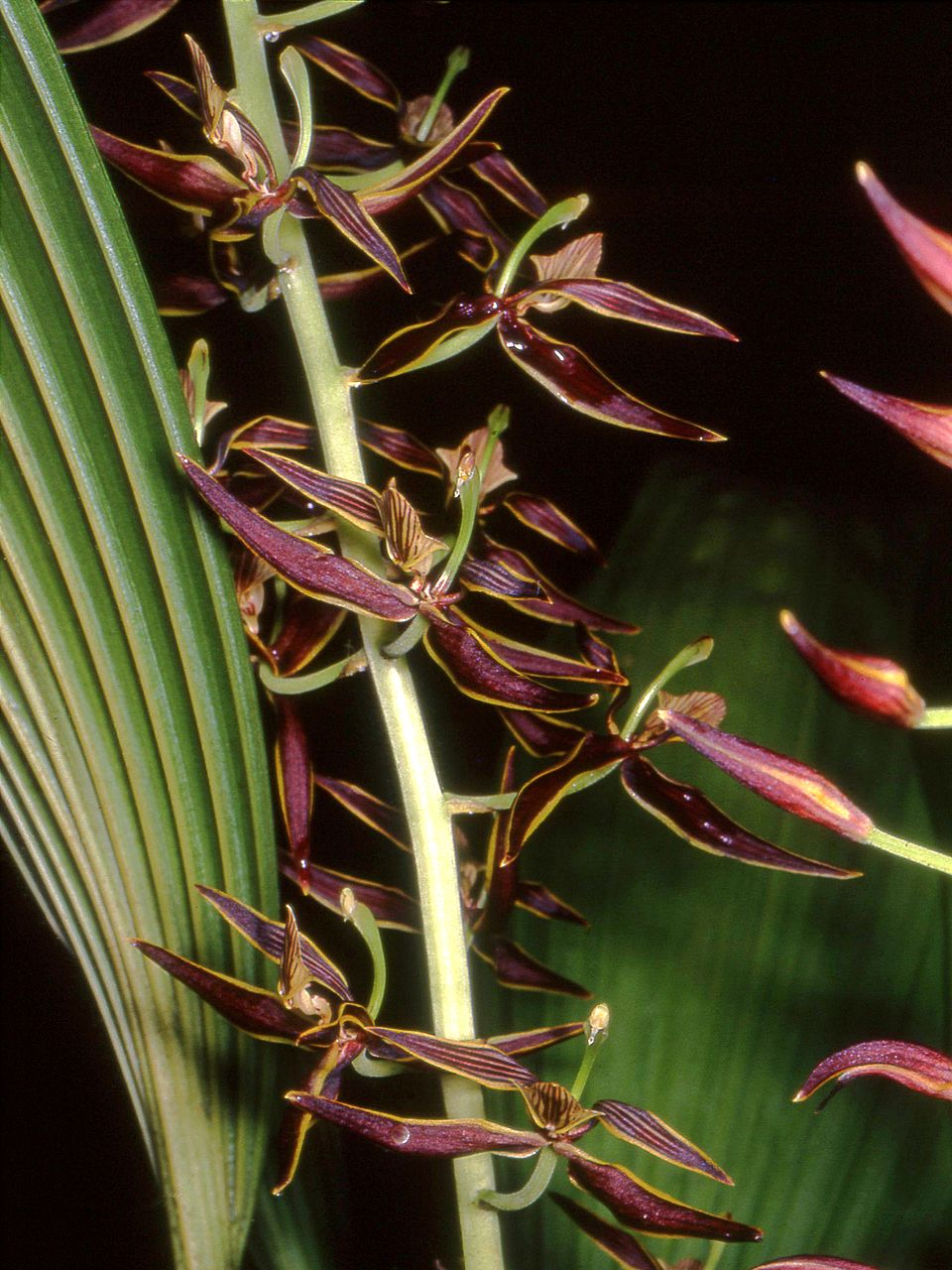
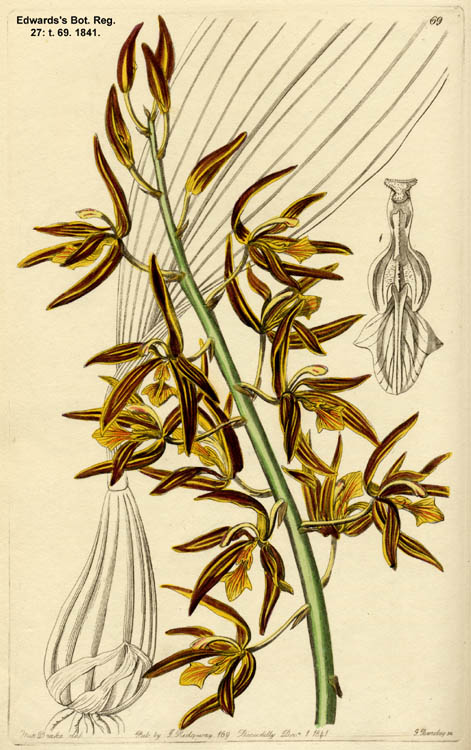